# Station Żukowo Zachodnie
Station Żukowo Zachodnie is een spoorwegstation in de Poolse plaats Żukowo.